# Шумовський Павло Федорович
Шумовський Павло (1899 с. Мирогоща Перша, Рівненська область — 1983, Франція) — громадсько-політичний діяч, інженер-аґроном, біолог, член-засновник УГВР. Брат Арсена, Юрія і Петра Шумовських.

## Біографія
Павло Шумовський родом з с. Мирогощі на Волині.

### Наукова діяльність
Навчався на аґрономічному факультеті Київської Політехніки (1918—1919), згодом у високих школах Берліна (1921—1924), Кракова (1925—1926) й Варшави (1934—1936). 1927—1939 ад'юнкт Вищої сільськогосподарської школи у Варшаві, 1939—1941 професор зоотехніки Львівського Політехнічного Інституту, 1942—1944 директор відділу тваринництва Хліборобської Палати у Львові. З 1945 на еміграції у Франції, науковий співробітник, згодом директор лабораторії біохімії і фізіології розплоду тварин у Державній ветеринарній школі в Мезон-Альфор біля Парижа (1945 — 65), науково-технічний дорадник фармацевтичної фірми «Руссель-Укляф», Мезон-Альфор (1967—1975). П. Шумовський — автор розвідок з генетики, зоотехніки, фізіології і штучного запліднення тварин, професор УТГІ, дійсний член НТШ (з 1952), УВАН (з 1952), почесний член Американсько-Української Медично-Ветеринарної Асоціації, член-кореспондент французької академії сільсько-господарських наук (з 1972) та інших фахових товариств.

### Громадсько-політична діяльність
Крім науково-педагогічної діяльності, П. Шумовський був членом-засновником УГВР (1944), на еміграції належав до ЗП УГВР, був головою ради Бібліотеки ім. С. Петлюри в Парижі (1968—1981), член управи НТШ в Європі.
Помер у 1983 році у Франції.